# Руне Белсвік
Руне Белсвік (норв. Rune Belsvik; нар. 14 квітня 1956) — норвезький письменник, що пише романи, п'єси, короткі історії та дитячі книги. 

## Життєпис
Руне Белсвік народився у місті Стур. Його перша книга, що була видана у 1979 році,- Ingen drittunge lenger. У 2000 році він отримав норвезьку літературну премію Брагі за книгу Ein naken gut . Премію Асоциації Норвезьких критиків Белсвік отримав двічі - в 1996 році за книгу Dustefjerten og den store vårdagen (одна з шести історій про Булькала) та в 2001 році за книгу Verdens mest forelska par.
Книга Булькало українською мовою вийшла друком у Харківському видавництві "Крокус".Її переклала з норвезької Ірина Сабор.
Про книгу Булькало:Руне Белсвік: пишу про ті переживання, яких не можу забути. Тут можна більше дізнатися про книгу від читачів:Нам усім тут потрібен театр: 10 причин полюбити «Булькало» Руне Белсвіка
У липні 2019 року Руне Белсвік побував  в Україні, а саме на "Книжковому Арсеналі" у Києві. «Бульк!». Розмова з дитячим письменником Руне Белсвіком і його сином Александром

## Нагороди
- премія Брагі[en] 2000
- Премія Асоциації Норвезьких критиків[en] 1996 та 2001
- Teskjekjerringprisen 2006